# Phyllonorycter infirma
Phyllonorycter infirma là một loài bướm đêm thuộc họ Gracillariidae. Nó được tìm thấy ở Afghanistan.
Chiều dài cánh trước là about 2.8 mm.
The larvae có thể feed on Rosacea species. Chúng ăn lá nơi chúng làm tổ.